# Bistum Irapuato
Das Bistum Irapuato (lat.: Dioecesis Irapuatensis, span.: Diócesis de Irapuato) ist eine in Mexiko gelegene römisch-katholische Diözese mit Sitz in Irapuato.
Ihr Gebiet umfasst die Gemeinden Abasolo, Cuerámaro, Huanimaro, Irapuato, Jaral del Progreso, Pueblo Nuevo, Salamanca und Valle de Santiago, ferner folgende Pfarreien in der Gemeinde Pénjamo: Nuestra Señora de Guadalupe de Pénjamo, Señor de la Misericordia, Nuestra Señora de los Remedios, San Francisco de Asís, Nuestra Señora de Guadalupe de Tacubaya und 
San Isidro Labrador.

## Geschichte

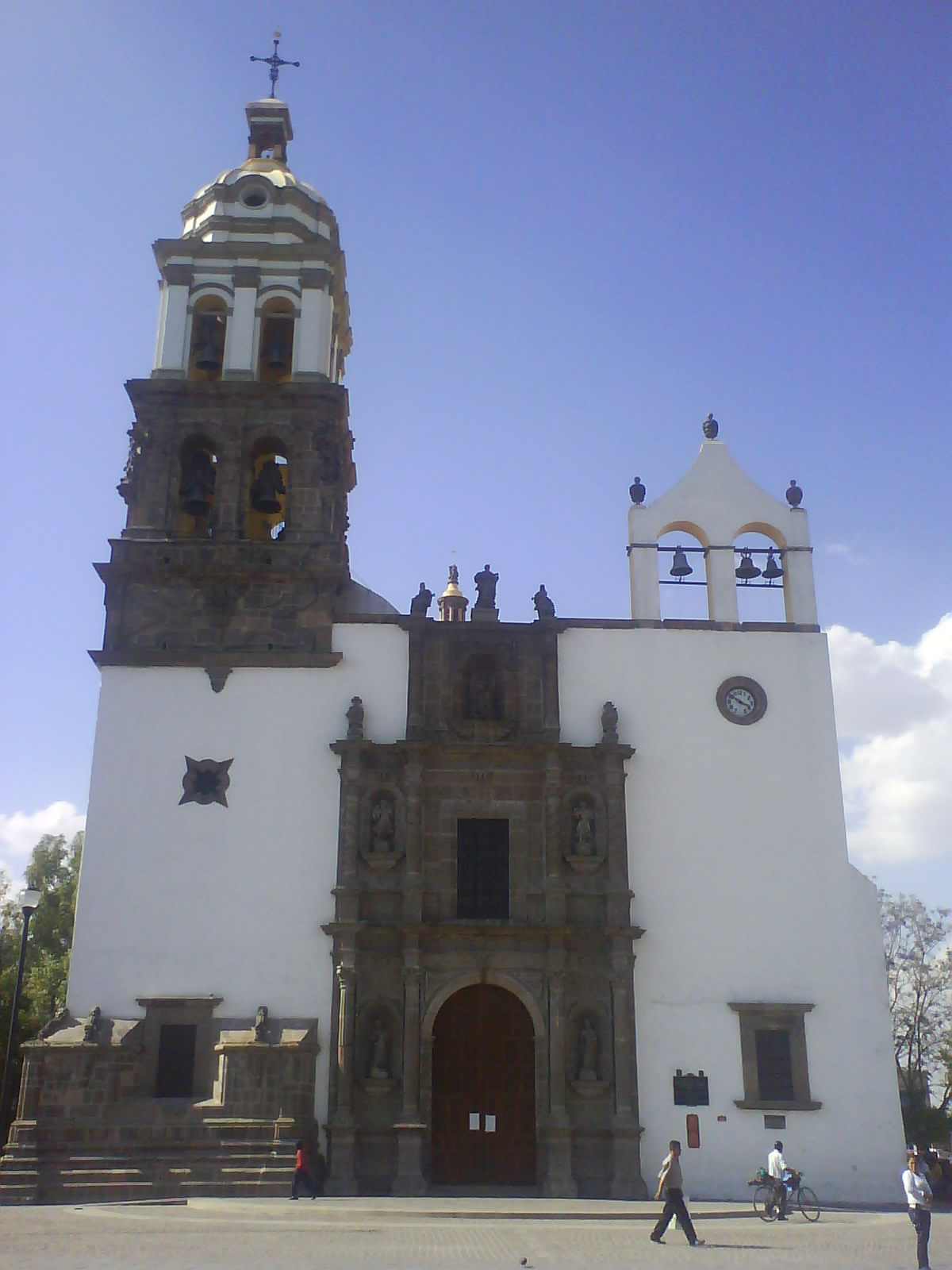
Kathedrale Nuestra Señora de la Soledad in Irapuato

Das Bistum Irapuato wurde am 3. Januar 2004 durch Papst Johannes Paul II. mit der Apostolischen Konstitution Venerabiles Fratres aus Gebietsabtretungen des Erzbistums Morelia und des Bistums León errichtet und dem Erzbistum San Luis Potosí als Suffraganbistum unterstellt. Erster Bischof wurde José de Jesús Martínez Zepeda.
Am 25. November 2006 wurde das Bistum Irapuato durch Papst Benedikt XVI. mit der Apostolischen Konstitution Mexicani populi dem Erzbistum León als Suffraganbistum unterstellt.